# Sentosa
Sentosa, que significa paz e tranquilidade em língua malaia, é uma ilha resort em Singapura, visitada por cerca de 20 milhões de pessoas por ano. As atrações incluem uma praia de 2 km, o Forte Siloso, 2 campos de golfe e 2 hotéis de 5 estrelas.

## Atrações
Sentosa oferece várias atrações, museus e outras instalações para oferecer uma variedade de experiências, recreação e entretenimento aos visitantes.

### Tiger Sky Tower

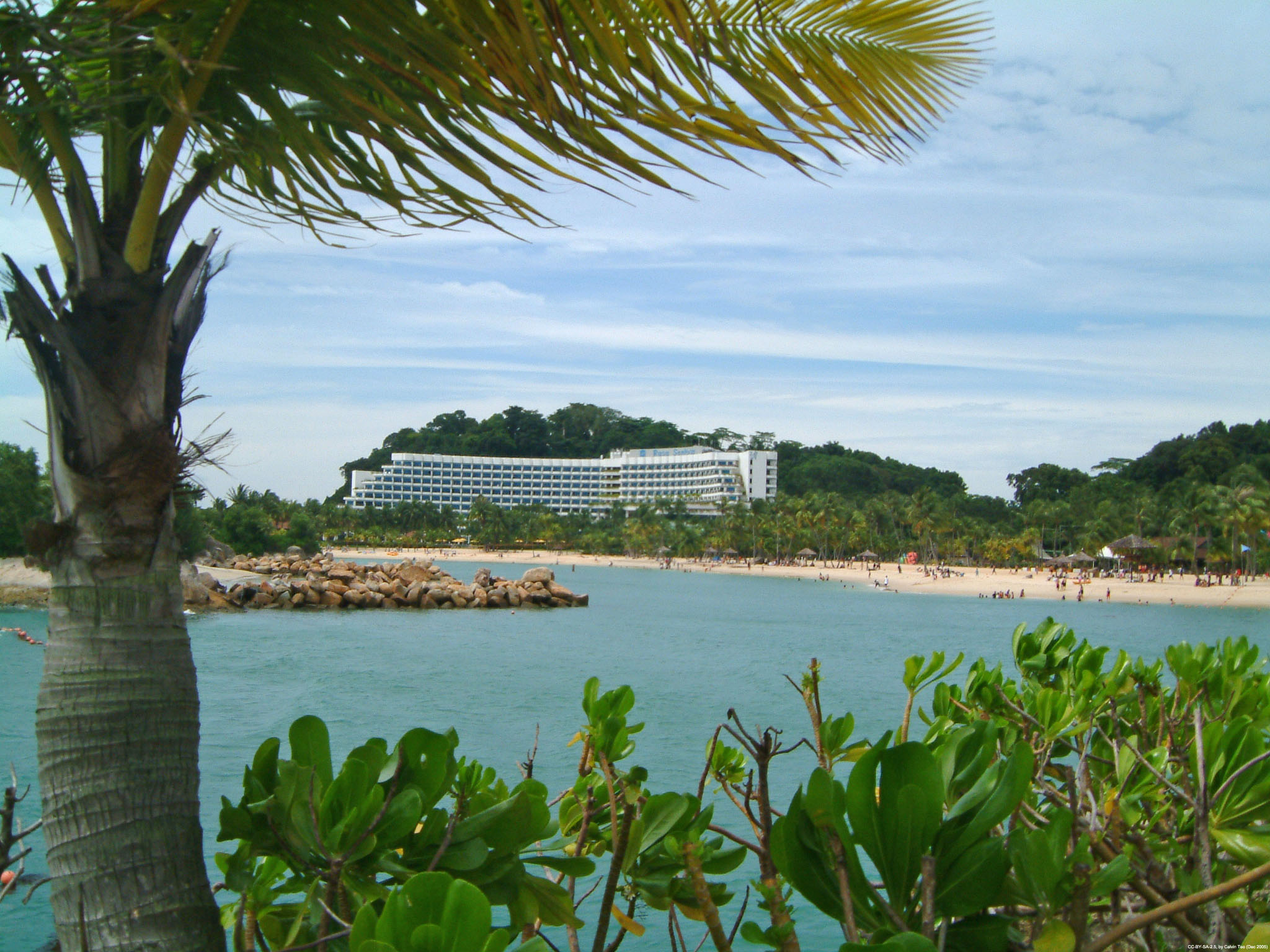
Panorama da Praia Sentosa Siloso

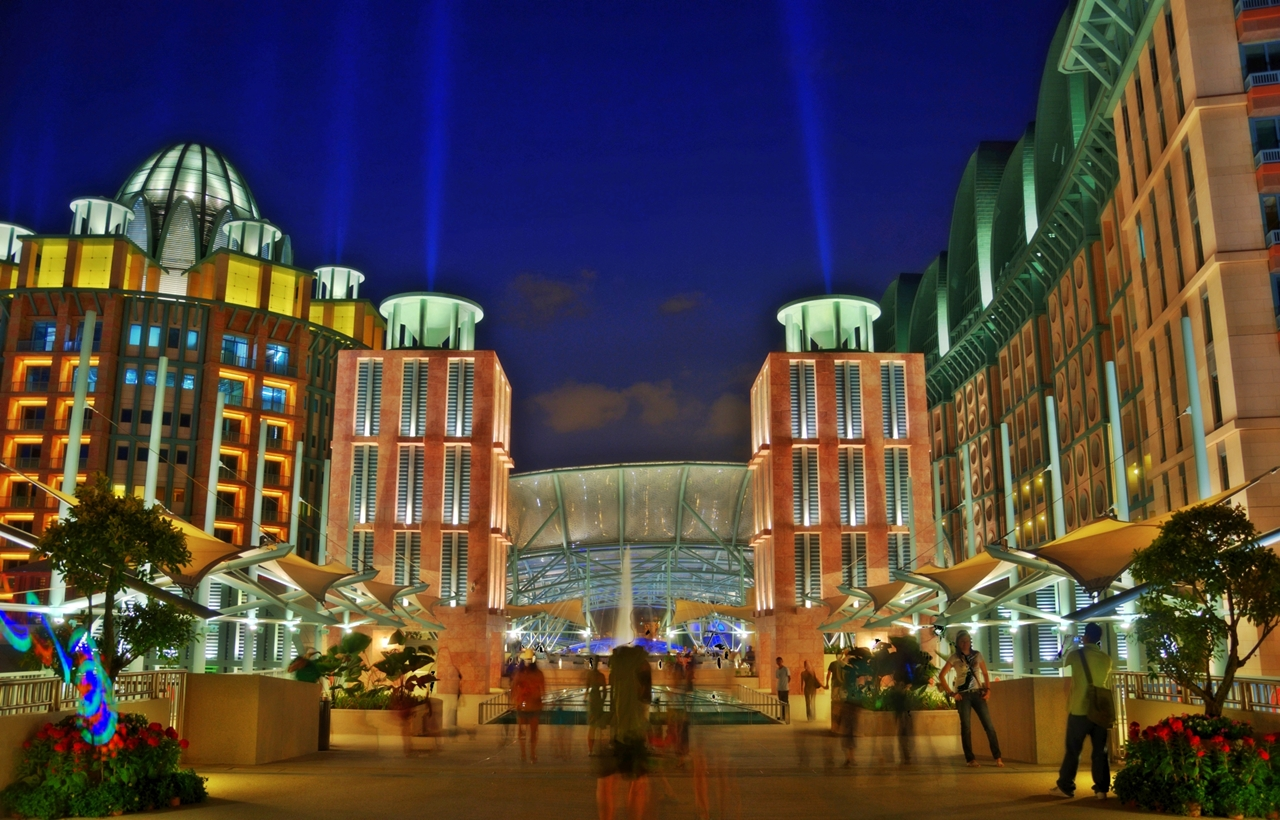
Resorts World Sentosa.

A Tiger Sky Tower (anteriormente conhecida como Carlsberg Sky Tower) é a mais alta torre de observação livre na Ásia. Com uma altura de 110 metros acima do chão, e 131 metros acima do nível do mar, oferece aos visitantes uma vista panorâmica de Sentosa, Singapura, e as Ilhas do Sul. Num dia limpo, a vista estende-se a partes da Malásia e da Indonésia. No rés-do-chão, os visitantes entram numa larga cabine com forma de disco com ar condicionado, equipada com janelas de vidro a toda a volta. A cabine gira então lentamente, enquanto ascende a coluna da torre. A cabine tem uma capacidade para 72 visitantes.
A Sky Tower foi aberta a 7 de Fevereiro de 2004, está situada na zona Imbiah Lookout no centro de Sentosa e o acesso pode ser feito por teleférico, pelo Expresso de Sentosa ou por autocarro.

### Parque das Borboletas e o Reino dos Insetos
O Parque das Borboletas é um jardim com mais de 15 mil borboletas vivas, representando mais de 50 espécies. A habitar num conservatório fresco ao ar livre, as borboletas medem de 25 mm (a espécie Eurema sari) a 150 mm (a espécie Papilio iswara).
O Reino dos Insetos é a casa de cerca de 3 mil espécies de insetos raros de todo o mundo, incluído o escaravelho de 160 mm "Dybastes Hercules".

### Mundo subaquático e Lagoa dos Golfinhos
O Mundo Subaquático é um oceanário localizado na parte Oeste de Sentosa. Aberto em 1991, o museu vivo tem mais de 2 500 animais marinhos e de água doce de 250 espécies de diferentes regiões do mundo. O oceanário é debaixo de terra e tem um elevador com o comprimento de 83 metros que move os visitantes ao longo do túnel com janela de vidro submerso no qual se pode observar uma variedade de vida marinha incluído um recife de coral, enguias, tartarugas, tubarões e outros peixes. No programa "Mergulhar com os Tubarões" os visitantes podem mergulhar no grande oceanário, mesmo se não estão qualificados. Os mergulhadores qualificados podem também "Mergulhar com o Dugong".
O Mundo Subaquático também inclui uma Lagoa de Golfinhos que é a casa de alguns golfinhos de dorso Indo-Pacíficos, também conhecidos como os golfinhos cor-de-rosa. Muitas sessões de "Conhecer os Golfinhos" são realizadas para permitir os visitantes entrar na piscina e interagir com os golfinhos em estreita proximidade. Um programa mais envolvente, "Nadar com os Golfinhos", onde os visitantes podem interagir extensivamente com os golfinhos, está também disponível.

### Músicas do Mar
O espetáculo Músicas do Mar, iniciado a 26 de Março de 2007, substituiu o espetáculo Fonte Musical. Este representou um investimento de 30 milhões de dólares por Sentosa para melhorar a sua oferta de produto de entretenimento e para atrair mais turistas. Este é único espetáculo permanente do Mundo localizado no mar - espetaculares exibições pirotécnicas, um live cast e uma galeria ao ar livre que pode acomodar confortavelmente 2 500 visitantes. O espetáculo decorre entre as 19h40 e as 20h40 e mais 25 minutos. Um bilhete custa 8 dólares de Singapura por pessoa e é requerida para o espetáculo.

### Sentosa 4D Magix
TO Sentosa 4D Magix é o primeiro teatro de 4 dimensões da Singapura e da Ásia Sudeste. Aberto em Janeiro de 2006 com um custo de 3.5 milhões de dólares de Singapura (DS), o teatro está equipado com projeção Digital Projection topo de gama e um sistema de som DTS 6.1. O ponto alto do teatro são os bancos especiais. Cada lugar, que custa 10 mil DS, está equipado com efeitos especiais: altofalantes incorporados, vibração dos bancos, toques nas pernas dos espetadores, características aquáticas e uma base que se agita. O efeito de movimento é recebido diretamente por cada um pelo banco controlado individual. O teatro inteiro e todos os efeitos estão coordenados com um sistema de controlo do espectáculo que assegura uma coordenação precisa de efeitos especiais do espetáculo. Actualmente, o único espetáculo de 4D é o "Pirates". Este é uma comédia de aventura onde os espetadores juntam-se às desventuras do Capitão Lucky e a sua tripulação pirata na sua busca pelo tesouro perdido. O espetáculo totalmente automático dura só 15 minutos. A procura inicia-se e descobre que cerca de 15 minutos, o público não será capaz de atentar nas surpresas do teatro. Este é diferente de um filme normal onde o público está sentado nos 90 minutos.

### Cineblast
Aberto em Junho de 2007, o Cineblast é o único cinema do género em Singapura. Equipado com a última projeção de alta definição wide-screen, tecnologias digitais e 6 sistemas de movimento topo de gama, tecnologia de som e luz única que é encontrada em parques temáticos como o Universal Studios nos Estados Unidos, a simulação de uma "volta" de cinema, irá levar os espetadores a um show antes da volta que excitará os visitantes antes da volta, antes de transportar os visitantes para um mundo virtual de experiências emocionantes. Os clientes ficarão sentados em cápsulas de 6, com cada cápsula a custar 150 mil dólares de Singapura (DS), estabelecendo os custos de todas as cápsulas do Cineblast acima de 1 milhão de DS.

### Forte Siloso
O remodelado Forte Siloso, hoje no oeste da ilha mantém as armas do preservado Forte Siloso que guardaram as aproximações ocidentais a Singapura durante a 2ª Guerra Mundial. O Forte Siloso foi construído pelos britânicos em 1880 para guardar a entrada ocidental para Keppel Harbour. Este foi mais tarde modernizado e por 1939 foi armado com metralhadoras Mark2 de 6 polegadas e 2 metralhadoras de fogo rápido de 12 libras. O Forte Siloso é agora a única bateria de metralhadoras sobrevivente na costa, de 12 do género que faziam a Fortaleza de Singapura no início da guerra.
Os bunkers de munições, quartéis, túneis, e posições de artilharia do forte estão agora abertas aos visitantes, como atrações de temas militares. Também na coleção de armas de artilharia datadas do século XVII até à 2ª Guerra Mundial. Réplicas ao tamanho real dos soldados britânicos e outras pessoas foram mostradas para retratar a vida no forte no passado. Há também uma exibição com uma larga coleção de fotografias, documentos e clipes de filmes.
O forte serviu como sítio de internamento do preso político singapurano Chia Thye Poh no período entre 1989 e 1993.

### Merlion
A Estátua Merlion recorda a história do lendário Sang Nila Utama, que viu um leão em Singapura (originalmente conhecida como Temasek) durante a caça. Aberto em 1996, este é o mais alto Merlion em Singapura, com 37 metros. Pode apanhar o elevador no piso térreo para subir ao 12º andar e ver a paisagem.

### Sentosa Luge & Skyride
O Sentosa Luge & Skyride é um cart de 3 rodas com direção automática, movido a gravidade. Originário da Nova Zelândia, o cart sem motorista permite descer uma colina ao longo de um percurso de 650 metros na Praia Siloso.

### O Trapézio Voador
O Trapézio Voador é uma forma de desporto e recreação que ajuda a desenvolver a mente, o corpo e a coordenação. Também ajuda a perder o medo das alturas.

### Sijori Wondergolf
O Sijori Wondergolf é um parque de golfe miniaturais. Tem 54 paisagens juntas em 3 diferentes cursos de 18 buracos.

## Atracções Extintas

### Ilha da Fantasia
A Ilha da Fantasia foi um parque temático baseado na água em Sentosa. Aberto em 1994 com um custo de 54 milhões de dólares de Singapura, tinha numerosos escorregas de águas e outros recursos. Uma vez um parque muito popular, foi atingido por muitos acidentes, incluindo 2 mortes, e foi fechado a 2 de novembro de 2002.

### Terra do Vulcão
A Terra do Vulcão tem um vulcão artificial juntamente com motivos e cenários Maias. O resort integrado será construído por cima deste sítio.

### Fonte Musical
Depois de operar durante 25 anos, a Fonte Musical foi para a história de Sentosa quanto teve o último espetáculo a 25 de Março de 2007. Está agora substituída pelo espetáculo Músicas do Mar. Este espetáculo noturno que foi palco no passado de uma fonte de água, com lasers e música. Os efeitos refrativos e refletivos dos lasers contra as partículas da água a partir de várias direções criam uma imagem tridimensional.

## Praias
A Ilha meridional de Sentosa, ligada à Praia Palawan pela ponte Sentosa tem uma extensão de praia abrigada de mais de 2 km de comprimento no seu litoral sul, dividido em 3 partes: Praia Palawan, Praia Siloso e Praia Tanjong. Estas praias são artificiais, construídas com areias da Indonésia e Malásia.

### Praia Palawan
A Praia Palawan Beach está no centro da costa sul de Sentosa. Existe uma ponte suspensa que conduz a um pequeno ilhéu ao largo da costa, o qual se diz ser o ponto mais meridional da Ásia Continental, ou o ponto asiático mais perto do Equador.
Há muitas barras ao longo da praia oferecendo comida e bebida aos visitantes bem como a Estação de Praia do Expresso de Sentosa.

### Praia Siloso
A Praia Siloso está na parte oeste da costa sul e é conhecida como lugar para o voleibol de praia e outras atividades outdoor como a canoagem, skim boarding, ciclismo de montanha ou rollerblading. Tem também outlets de jantar e compras ao longo da praia. O Resort Shangri-La Rasa Sentosa  está localizado na parte mais ocidental da Praia Siloso.

### Praia Tanjong
A Praia Tanjong é uma parte relativamente mais isolada da costa sul. A praia em forma de crescente é por vezes usada para eventos especiais ou festas.